# Midvale (Idaho)
Midvale es una ciudad ubicada en el condado de Washington en el estado estadounidense de Idaho. En el Censo de 2010 tenía una población de 171 habitantes y una densidad poblacional de 23,04 personas por km².

## Geografía
Midvale se encuentra ubicada en las coordenadas 44°27′41″N 116°44′29″O / 44.46139, -116.74139. Según la Oficina del Censo de los Estados Unidos, Midvale tiene una superficie total de 7.42 km², de la cual 7.22 km² corresponden a tierra firme y (2.69%) 0.2 km² es agua.

## Demografía
Según el censo de 2010, había 171 personas residiendo en Midvale. La densidad de población era de 23,04 hab./km². De los 171 habitantes, Midvale estaba compuesto por el 94.15% blancos, el 0% eran afroamericanos, el 4.09% eran amerindios, el 0% eran asiáticos, el 0% eran isleños del Pacífico, el 0.58% eran de otras razas y el 1.17% pertenecían a dos o más razas. Del total de la población el 5.85% eran hispanos o latinos de cualquier raza.